# Bòbila de Llampaies
La Bòbila o Can Xic és una antiga indústria, prop del veïnat de Llampaies, al costat de la carretera GI-623 a peu del quilòmetre 3 i a ponent del nucli urbà de la població de Camallera. El topònim de Llampaies deriva del mot del llatí vulgar lampaculas, que significa “llantietes”, diminutiu de làmpades, llànties. Cal suposar que els antics pobladors, en algun punt de la rodalia, es dedicaven a la manufactura de llumeneres. En el terme hi ha argila de qualitat que, encara avui, serveix de matèria primera per fabricar rajols i teules en una bòbila que es troba en funcionament.

## Arquitectura
Edifici aïllat de grans dimensions format per diversos cossos adossats, que li confereixen una planta més o menys rectangular. El volum principal presenta una planta allargassada amb la coberta de teula de dos vessants, organitzat en un sol nivell. Presenta dos porxos adossats als costats llargs, el de tramuntana amb la coberta d'un sol vessant i el de migdia cobert amb la mateixa teulada que el volum principal. La façana de llevant presenta dos arcs de mig punt bastits amb maons (un més gran que l'altre) protegits per un porxo adossat amb la coberta de dos vessants, sostinguda per pilars bastits amb totxo. Adossada al porxo per la banda de tramuntana hi ha una terrassa al nivell del pis, a la que s'accedeix des de l'edifici més septentrional. És de planta quadrada, amb la coberta de teula de quatre vessants i distribuït en planta baixa i pis, amb les obertures rectangulars. La construcció presenta els paraments arrebossats i pintats. De la façana de ponent destaca la xemeneia de la bòbila, la qual sobresurt al bell mig de les construccions adossades al parament de ponent. És de planta circular, està bastida en maons i presenta un basament rectangular coronat per una cornisa esglaonada.
La construcció està bastida en maons lligats amb morter.